# قرار مجلس الأمن التابع للأمم المتحدة رقم 2111
قرار مجلس الأمن التابع للأمم المتحدة رقم 2111، المتخذ بالإجماع في 24 يوليو 2013.
يفوض القرار المجموعة بمراقبة العقوبات المفروضة على الصومال وتستهدف بشكل صريح الأطراف التي عرقلت العدالة مع تخفيف قيود التمويل والمعدات على بعثات الأمم المتحدة والاتحاد الأوروبي في البلد.

## روابط خارجية
- نص القرار في undocs.org